# Ильченко, Ирина Анатольевна
Ири́на Анато́льевна И́льченко (до 1989 — Смирно́ва; 3 августа 1968, Иваново, РСФСР, СССР) — советская и российская волейболистка, нападающая-доигровщица, игрок сборных СССР, СНГ и России (1987—1993, 1996). Олимпийская чемпионка 1988 и серебряный призёр Олимпийских игр 1992, чемпионка мира 1990, трёхкратная чемпионка Европы, 6-кратная чемпионка СССР, чемпионка России 1992. Заслуженный мастер спорта СССР (1988).

## Биография
Ирина Смирнова начала заниматься волейболом в 1978 году в СДЮСШОР города Иваново у тренера Нателлы Котовой, а затем у Виталия Плотникова. Игровую карьеру начала выступлениями за ивановскую «Основу». В 1984 перешла в свердловскую «Уралочку», за которую играла до 1992 года. В её составе 7 раз выигрывала золотые награды чемпионатов СССР и России, а также трижды Кубок европейских чемпионов. В 1986 в составе сборной РСФСР стала серебряным призёром Спартакиады народов СССР.
С 1992 по 2001 выступала за зарубежные клубы: 1992—1993 — «Гуадиньи Импресем» (Агредженто, Италия) (3-й призёр чемпионата Италии 1993), 1993—1994 — «Младост» (Загреб, Хорватия) (чемпионка Хорватии 1994), 1995—1998 — «Галатасарай» (Стамбул, Турция), 1998—2001 — «Эджзачибаши» (Стамбул, Турция) (чемпионка Турции 1999—2001, обладатель Кубка кубков 1999).
В 1986 году в составе женской молодёжной сборной СССР стала чемпионкой Европы.
В национальных женских сборных СССР, СНГ и России Ирина Ильченко (Смирнова) выступала с 1987 по 1993 и в 1996 году. В их составе многократно становилась чемпионкой и призёром крупнейших международных соревнований, в том числе Олимпийской чемпионкой 1988, чемпионкой мира 1990, трёхкратной чемпионкой Европы, победительницей Игр доброй воли 1990. В 1989 и 1991 принимала участие в «Гала-матчах» ФИВБ, в которых сборной СССР противостояла сборная «Звёзды мира».

## Достижения

### С клубами
- 6-кратная чемпионка СССР — 1986—1991;
  - серебряный призёр чемпионата СССР 1985;
- серебряный призёр Спартакиады народов СССР 1986 в составе сборной РСФСР;
- двукратный обладатель Кубка СССР — 1986, 1987;
- чемпионка России 1992;
- трёхкратная победительница розыгрышей Кубка европейских чемпионов — 1987, 1989, 1990;
- двукратный обладатель Кубка кубков ЕКВ — 1986, 1999;
- трёхкратная чемпионка Турции — 1999—2001;
- чемпионка Хорватии 1994;
- бронзовый призёр чемпионата Италии 1993.

### Со сборными
- Олимпийская чемпионка 1988;
  - серебряный призёр Олимпийских игр 1992;
  - участница Олимпиады-1996 (4-е место);
- чемпионка мира 1990;
- серебряный (1989) и бронзовый (1991) призёр розыгрышей Кубка мира,
- бронзовый призёр Всемирного Кубка чемпионов 1993;
- бронзовый призёр Гран-при 1993;
- трёхкратная чемпионка Европы — 1989, 1991, 1993;
  - серебряный призёр чемпионата Европы 1987;
- чемпионка Игр Доброй воли 1990.

### Индивидуальные
- Лучшая нападающая олимпийского волейбольного турнира 1992.

## Награды и звания
- Заслуженный мастер спорта СССР (1988);
- Орден «Знак Почёта» (1988).

## Семья
Дочь Ксения — также волейболистка.